# フォルリ＝チェゼーナ県

フォルリ＝チェゼーナ県
Provincia di Forlì-Cesena

フォルリ＝チェゼーナ県（フォルリ＝チェゼーナけん、イタリア語: Provincia di Forlì-Cesena）は、イタリア共和国エミリア＝ロマーニャ州に属する県のひとつ。県都はフォルリ。

## 地理

### 位置・広がり
エミリア＝ロマーニャ州の東南部に位置する。県都フォルリは、ラヴェンナから南西へ25km、リミニから西北西へ46km、州都ボローニャから東南東へ67kmの距離にある。

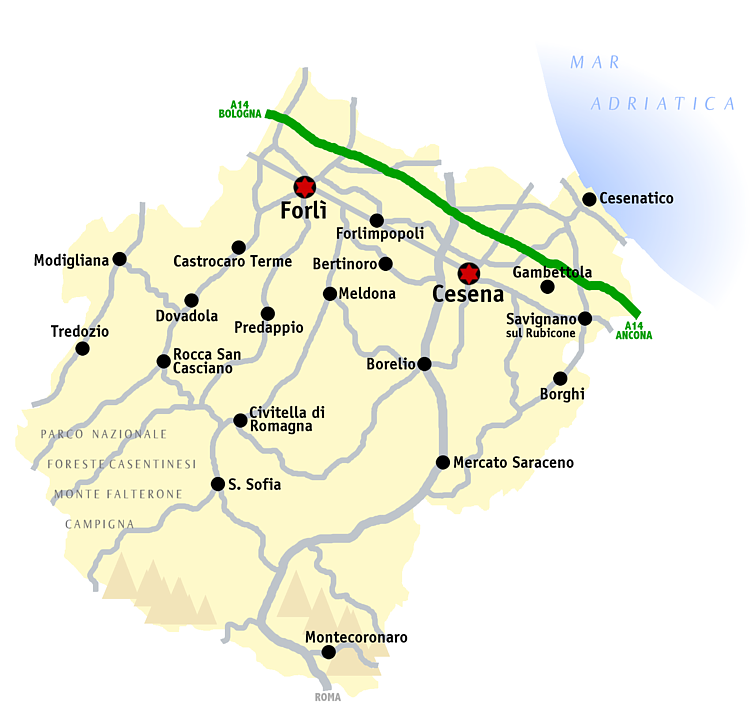
フォルリ＝チェゼーナ県

隣接する県は以下の通り。
- 北 - ラヴェンナ県
- 南東 - リミニ県
- 南西 - アレッツォ県（トスカーナ州）
- 西 - フィレンツェ県（トスカーナ州）

### 地勢
北東にわずかな距離ながらアドリア海に面する。
県内をルビコーネ川（ルビコン川）が流れ、ガッテーオ・ア・マーレ（ガッテーオの分離集落）とサヴィニャーノ・ア・マーレ（サヴィニャーノ・スル・ルビコーネの分離集落）の間でアドリア海に注ぐ。

### 県内の地域と主要な都市
2001年の国勢調査に基づく居住地区（Località abitata）別人口統計によれば、人口5000人以上の都市・集落は以下の通り。
- フォルリ - 88,171人
- チェゼーナ - 74,346人
- チェゼナーティコ - 16,331人
- サヴィニャーノ・スル・ルビコーネ - 12,366人
- ガンベットラ - 9,192人
- フォルリンポーポリ - 8,156人
- サン・マウロ・パスコリ - 6,766人
- メルドラ - 6,519人
- カストロカーロ・テルメ・エ・テッラ・デル・ソーレ - 5,144人

- フォルリ
- チェゼーナ
- チェゼナーティコ

## 歴史
1992年3月6日の法律により、フォルリ県の東南部がリミニ県として分割された。また、フォルリ県もフォルリ＝チェゼーナ県に改称された。

## 行政区画
フォルリ＝チェゼーナ県には30のコムーネが属する。主要なコムーネ（人口1万人以上）は下表の通り。
左端の数字はISTATコードを示す。人口は2023年1月1日現在。面積は2001年のデータで、単位はkm²。
| コード | 自治体名                         | 人口    |
| ------ | -------------------------------- | ------- |
| 040012 | フォルリ                         | 116,726 |
| 040007 | チェゼーナ                       | 96,003  |
| 040008 | チェゼナーティコ                 | 25,898  |
| 040045 | サヴィニャーノ・スル・ルビコーネ | 17,889  |
| 040013 | フォルリンポーポリ               | 13,065  |
| 040041 | サン・マウロ・パスコリ           | 12,219  |
| 040003 | ベルティノーロ                   | 11,046  |
| 040015 | ガンベットラ                     | 10,701  |

## 人物

### 著名な出身者
- メロッツォ・ダ・フォルリ - 15世紀のフレスコ画家。フォルリ出身。
- ジョヴァンニ・デッレ・バンデ・ネーレ - 16世紀の傭兵隊長（コンドッティエーレ）。フォルリ出身。
- ピウス6世 - 18世紀のローマ教皇。チェゼーナ生まれ。
- ピウス7世 - 19世紀のローマ教皇。チェゼーナ生まれ。
- カルロ・マテウッチ - 物理学者・神経生理学者。フォルリ生まれ。
- ジョヴァンニ・パスコリ - 19-20世紀の詩人・古典学者。現在のサン・マウロ・パスコリ生まれ。
- ベニート・ムッソリーニ - ファシスト党指導者、イタリア王国国家統領。プレダッピオ生まれ。
- ジュリエッタ・シミオナート - 20世紀のオペラ歌手。フォルリ生まれ。
- エルコーレ・バルディーニ - 自転車競技選手。フォルリ生まれ。
- アルベルト・ザッケローニ - サッカー選手・指導者。メルドラ生まれ、チェゼナーティコ育ち。
- ニコレッタ・ブラスキ - 女優。チェゼーナ生まれ。
- マルコ・パンターニ - 19-20世紀の自転車ロードレース選手。チェゼナーティコ生まれ。
- アレッサンドロ・マエストリ - 野球選手。チェゼーナ生まれ。
- アンドレア・ドヴィツィオーゾ - オートバイレーサー。フォルリンポーポリ生まれ。